# Молак, Поль
Поль Молак (фр. Paul Molac; род. 21 мая 1962, Плоэрмель, Франция) — французский политик, депутат Национального собрания Франции.

## Биография
Родился 21 мая 1962 года в Плоэрмеле (департамент Морбиан) в семье фермера. Прожил свое детство на ферме, затем управлял ею, получив диплом BEPA. Затем изучал историю в Университете Ренн-II и получил диплом CAPES в 1989 году. С 1990 года работает преподавателем истории и географии в колледже Brocéliande в коммуне Гер. Входит в состав парламентской группы Франко-ирландской дружбы. От своей работы на семейной ферме он сохранил большой интерес к фермерству.

### Общественная деятельность
Уроженец области Плоэрмель, в языковом отношении связанной как с бретонским, так и с галло, Поль Молак говорит на обоих языках: он посещал курсы бретонского языка в период с 1976 по 1982 год, когда был членом фольклорной музыкальной группы Bagad Ploërmel. С 1985 года он поет в фольклорной музыкальной группе Ferzaè, в основном на галло. К тому же случалось, что он выступал на бретонском языке в Национальном собрании.
Поль Молак активно участвует в общественной и культурной жизни Бретани: с 1979 года он член, а затем президент Chom'te, ассоциации собирателей традиционной музыки в области Плоэрмель; с 1994 по 2012 год — член (в 2001-2012 годах — президент) Ассоциации родителей по преподаванию бретонского языка в государственных школах; с 2001 года — вице-президент Федерации региональных языков в государственном образовании (FLAREP); с 2009 года — вице-президент Kevre Breizh, ассоциации деятелей бретонской культуры. 4 июля 2009 года он был избран первым председателем нового совета по культуре Бретани — консультативного органа, созданного в том же году Региональным советом Бретани.

### Политическая деятельность
Не будучи формально членом какой-либо партии, Поль Молак считает себя сторонником регионалистской политической партии Бретани Демократический бретонский союз (ДБС). На муниципальных выборах 2008 года возглавил независимый список в коммуне Топон, получивший только 15,89 % голосов. В 2015 году вошел в левый список Жана-Ива Ле Дриана на выборах в Региональный совет Бретани и был избран в этот совет.
В 2012 году Поль Молак впервые баллотируется в Национальное собрание по 4-му округу департамента Морбиан как кандидат ДБС при поддержке Социалистической партии и движения Европа Экология Зелёные. Он получил во 2-м туре 52,56 % голосов и был избран депутатом, став первым сторонником Бретонской автономии в Национальном собрании Франции.
Первоначально в Национальном собрании он присоединился к группе экологистов. 17 марта 2016 года он был единственным депутатом в своей парламентской группе, который проголосовал за поправку, поданную пятью депутатами от оппозиции, которая отменяет введенный правительством запрет на морской промысел на глубине более 800 м. 19 мая 2016 года вместе с пятью другими депутатами покинул экологическую группу, в результате чего она была распущена, и присоединился к группе социалистов.
17 марта 2017 года Поль Молак объявил о поддержке Эмманюэля Макрона на предстоящих президентских выборах. 11 мая 2017 года он заявил об участии в выборах в Национальное собрание по 4-му округу департамента Морбиан, на этот раз как кандидат президентского движения «Вперёд, Республика!». 11 июня 2017 года он был переизбран в первом туре, получив 54 % голосов.
В Национальном собрании стал членом парламентской группы «Вперёд, Республика!», но неоднократно заявлял, что не всегда чувствует себя комфортно в рядах президентского большинства. В октябре 2018 года был одним из создателей новой парламентской группы  «Свободы и территории». Является членом комиссии по законодательству.
Был докладчиком по закону о поддерже региональных языков, принятому 8 апреля 2021 года и получившему название «Закон Молака». Этот закон констатирует, что региональные языки являются частью языкового наследия Франции, способствует доступу к получению образования на региональных языках в государственных и частных школах. Закон был принят подавляющим большинством депутатов (247 за, 76 против), несмотря на противодействие представителя правительства, министра Жан-Мишеля Бланке. 22 апреля около шестидесяти депутатов от партии «Вперёд, Республика!» подали апелляцию в Конституционный совет непосредственно перед принятием закона.
На выборах в Национальное собрание в 2022 году Поль Молак вновь баллотировался в четвертом округе департамента Морбиан, уже как независимый кандидат, представитель регионалистов, и сохранил мандат депутата, набрав во втором туре 73,4 % голосов. В новом составе Национального собрания стал членом Комиссии по экономике.
В 2023 году Поль Молак активно участвовал в кампании защиты лингвиста и журналистки Анны Мурадовой, которой угрожала принудительная высылка из Грузии в Россию.

## Занимаемые должности
с 20.06.2012 — депутат Национального собрания Франции от 4-го избирательного округа департамента Морбиан 

с 18.12.2015 — член Регионального совета Бретани